# Robert M. Patton
Pour les articles homonymes, voir Robert Miller, Miller et Patton.
Robert Miller Patton, né le 10 juillet 1809 et mort le 28 février 1885, est un homme politique démocrate américain. Il est gouverneur de l'Alabama entre 1865 et 1868.